# Pathologie forestière

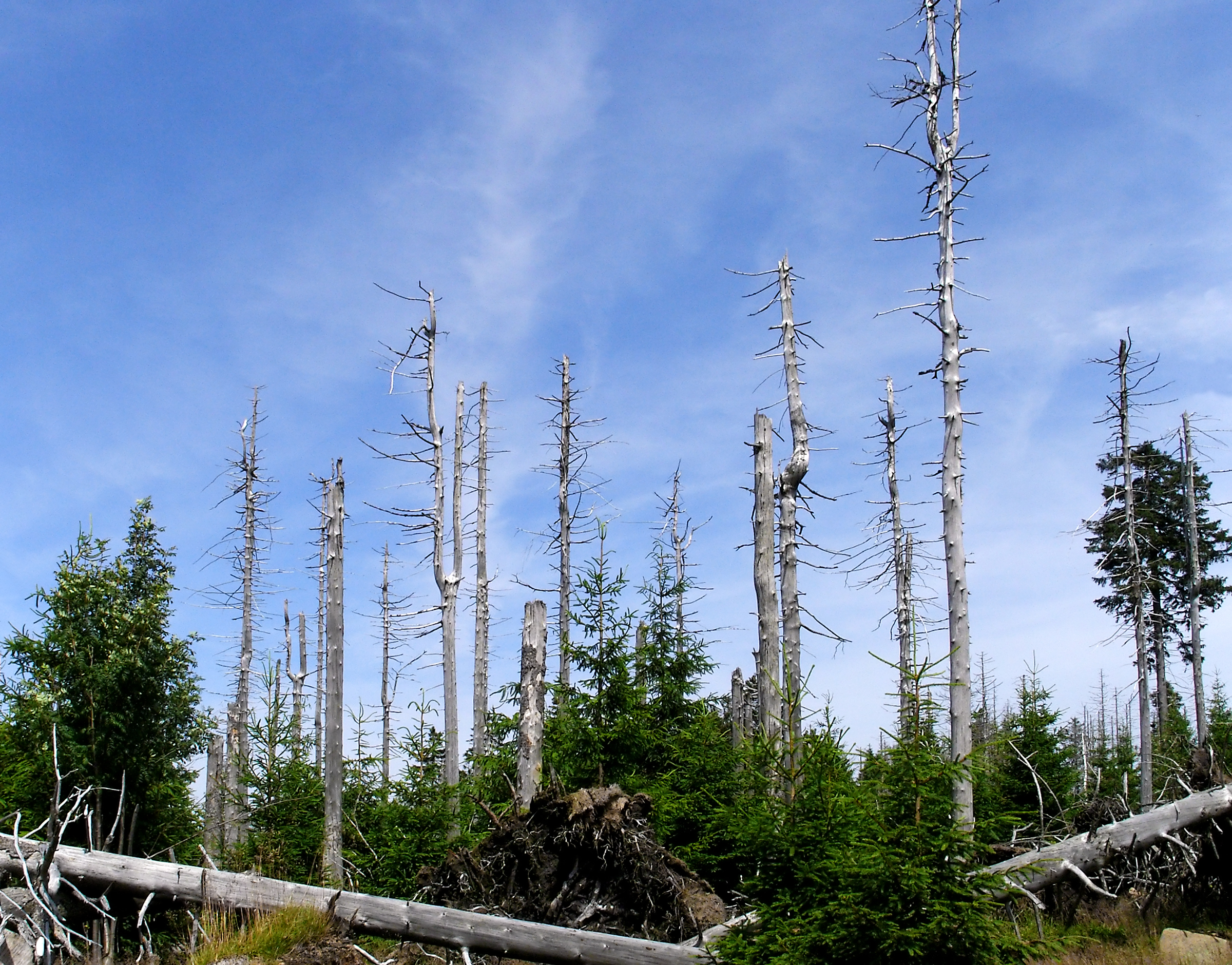
Épicéas scolytés lors d'une prolifération de scolytes

La pathologie forestière est une discipline botanique qui étudie les maladies biotiques et abiotiques affectant la santé des écosystèmes forestiers, maladies dues principalement à des champignons pathogènes et à leurs insectes vecteurs. C'est un sous-domaine de la sylviculture et de la pathologie végétale.
La pathologie forestière s'inscrit dans le cadre plus large de la protection des forêts.